# Oumou Traoré
Oumou Traoré (* 10. Oktober 1969) ist eine ehemalige malische Leichtathletin, die sich auf den Diskuswurf spezialisiert hatte.

## Sport
Traoré nahm an den Olympischen Sommerspielen 1996 in Atlanta teil. Im Diskuswurf kam sie mit einer Weite von 39,70 m auf Rang 39.
Erste internationale Erfahrungen hatte sie bereits bei den Weltmeisterschaften 1995 in Göteborg gesammelt. Sie trat außerdem bei den Afrikameisterschaften 1996 (Kugelstoßen) in Yaoundé an. Weitere internationale Wettkämpfe waren die 'Westafrikanischen Meisterschaften 1999, wo sie eine Goldmedaille gewann, sowie die Spiele der Frankophonie 2001 in Ottawa, die Afrikaspiele 2003 in Abuja und die Afrikameisterschaften 2004 in Brazzaville.
Ihre persönliche Bestleistung ist 47,67 m (2000). Dies ist der malische Rekord.